# شلالات كوكينان

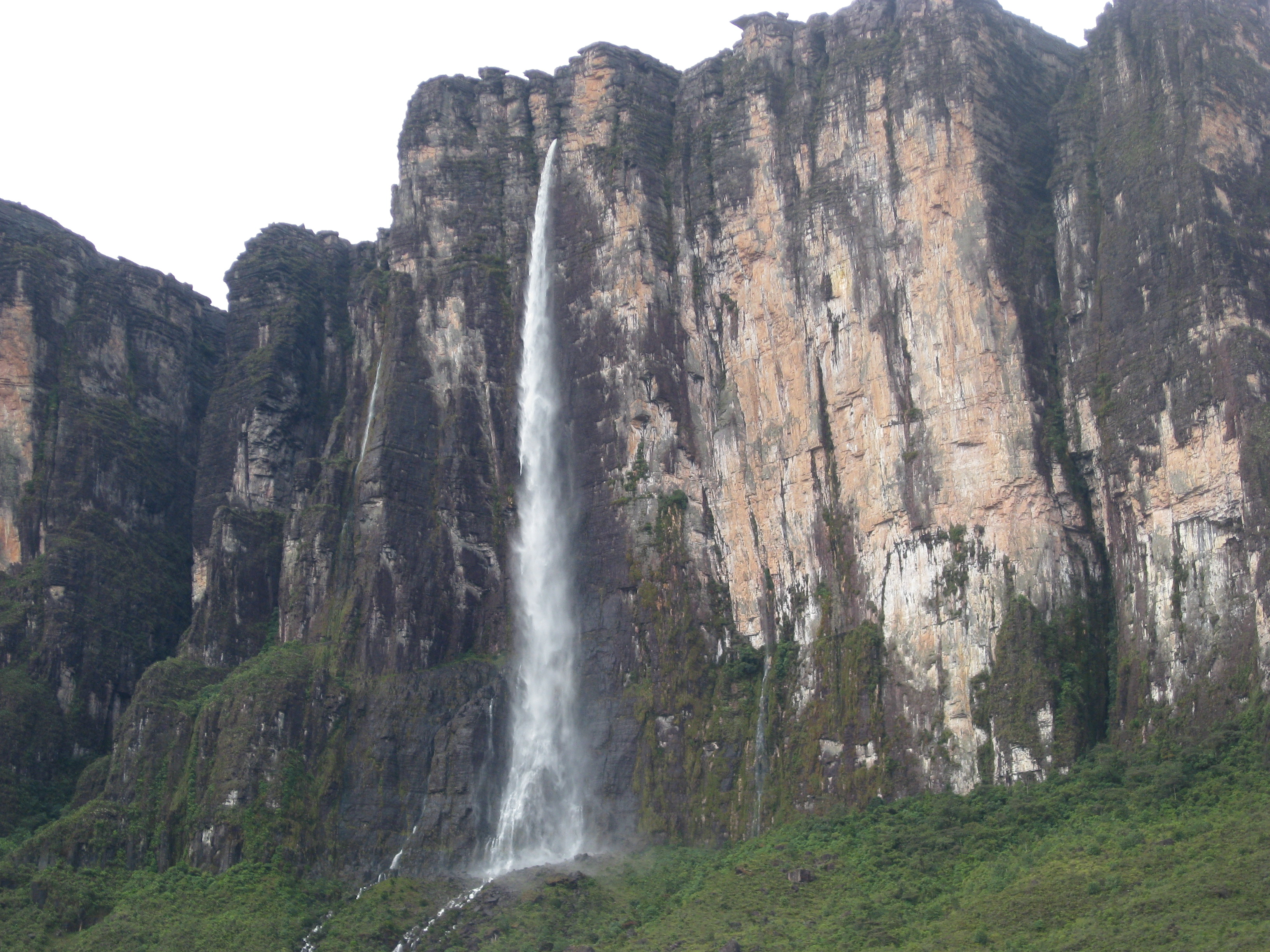
شلالات كوكوينان

شلالات كوكينان (أو سالتو كوكينان، كوكينام) هي ثاني أطول شلال رئيسي في فنزويلا بعد شلالات أنجيل. كما أنه ثاني أطول شلال سقوط حر في العالم. يُشار إليه عادة على أنه في المرتبة 11 لأعلى شلال في العالم. الشلالات  تسقط في قفزة واحدة من حوالي 2,211 قدم (674 م) والجزء الأخير من الشلالات يتدفق نحو قاعدة كوكينان تيبوي . 
يقع كوكينان تيبوي بالقرب من جبل رورايما، والذي يعد بمثابة علامة جغرافية للحدود بين البرازيل وفنزويلا وغيانا. يستضيف جبل رورايما أيضًا شلاله الخاص، الذي يشار إليه عادة باسم شلالات رورايما، التي تقفز من تيبوي بأربع قفزات متدرجة. يقدر الارتفاع بحوالي 2,000 قدم (610 م)  . 
كان هناك بعض الجدل على مر السنين بشأن الترتيب العام لشلالات كوكينان بين أطول الشلالات في العالم. وقد أدرج في مراتب عدة من الثانية إلى العشرين في مختلف المنشورات ومواقع الإنترنت. من المحتمل أن تنشأ مثل هذه التناقضات لأن معظم القياسات الرسمية للسقوط تأخذ في الاعتبار فقط الجزء المتعلق بالسقوط الحر، مع عدم الأخذ بعين الاعتبار الجزء السفلي الذي يتتالي على طول تيبوي. تتضمن بعض القوائم المنشورة قياسات السقوط الحر فقط لأطول 10 شلالات. 